# Lagoa dos Xaraiés

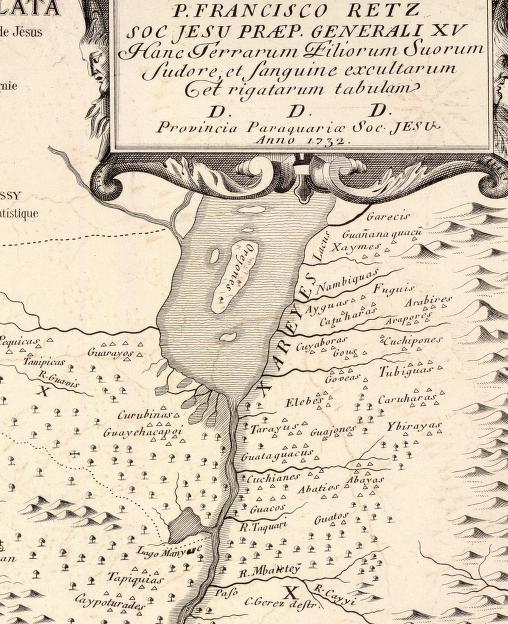
Detalhe do mapa Paraquariae Provinciae, onde aparecem a Lagoa dos Xaraiés e a ilha dos Orelhões (1732)

A lagoa dos Xaraiés, lago dos Xaraiés, lago dos Xaraés (em português) ou laguna de los Jarayes (em castelhano) era um lago hipotético localizado nas nascentes do rio Paraguai. Foi retratado por cartógrafos e cronistas hispânicos do século XVII. Na verdade, o "lago" era resultado da interpretação errônea das observações do Pantanal na época das cheias por parte dos exploradores europeus.

## Topônimo
O nome "Xaraiés" significa "donos do rio" e foi aplicado a uma tribo indígena que existiu na região de Cáceres, no Mato Grosso.

## Mar de Xaraiés
Outro equívoco a respeito da região, porém de natureza diferente, foi cometido pelo escritor brasileiro Monteiro Lobato. Lobato, influenciado pela teoria sobre a formação do continente sul-americano do geólogo estadunidense Orville Adalbert Derby, convenceu-se de que haveria imensas reservas de petróleo no Pantanal, e popularizou essa ideia em suas obras O escândalo do petróleo (1936) e O Poço do Visconde (1937), dizendo que a região teria abrigado um antigo "Mar de Xaraés", ainda que tal expressão não existisse na literatura geológica ou histórica:

O que foi Mato Grosso em eras remotíssimas? (...) Um mar. Um fundo de mar. Isso há milhares de séculos, no período Siluriano. Mato Grosso constitui uma parte do fundo do mar de Xaraés (...). Lagoas, lagoas e pântanos de água salgada (...) representam a ossada dispersa do velho mar de Xaraés. Nesse mar mediterrâneo, encurralado pelo levantamento dos Andes e pelas barreiras montanhosas, norte-sulinas, do Brasil atual, formou-se um tremendo depósito de petróleo.

Investigações geológicas na área, no entanto, realizadas tanto pelo antigo Conselho Nacional do Petróleo como pela Petrobras na década de 1960, não demonstraram a existência de petróleo e/ou de evidência da presença de ingressões marinhas na região.